# Vujadin Boškov
Vujadin Boškov (em sérvio:  Вујадин Бошков) (Begeč, 16 de maio de 1931 - Novi Sad, 27 de abril de 2014) foi um futebolista e treinador de futebol sérvio.

## Carreira

### Como jogador
Como jogador, passou quase toda a carreira no Vojvodina Novi Sad, onde debutou em 1946 e passaria os quatorze anos seguintes. Como jogador dos "Crveno-beli", o então meio-campista defendeu a Seleção Iugoslava nas Copas do Mundo de 1954 e 1958, além das Olimpíadas de 1952. 

### As primeiras décadas como treinador
Seria como treinador, entretanto, que teria maior reconhecimento internacional. Começou na nova função em 1962, na equipe suíça do Young Boys, aonde atuou simultaneamente como jogador, à beira da aposentadoria. Após dois anos no clube de Berna, voltou ao Vojvodina, conquistando em 1966 como treinador de seu ex-time o título que não conseguira nos 14 anos em que jogara nele: o campeonato iugoslavo, o primeiro conquistado pela equipe. Saiu em 1971 para treinar a Seleção, mas não ficou para a Copa do Mundo de 1974, deixando o cargo no ano anterior.
Entre 1974 e 1978, viveu nos Países Baixos, os dois primeiros anos como treinador do ADO Den Haag (conquistando a Copa da Holanda de 1974-75) e os dois últimos no Feyenoord. Depois, passaria por clubes espanhóis. Em seis anos na Espanha, treinou o Real Madrid, ganhando o campeonato espanhol em 1980 e duas Copas do Rei. Antes, havia passado pelo Real Zaragoza, deixando o país ibérico em 1984, após comandar o Sporting Gijón.

### Sampdoria e outros italianos
Em 1984, foi desta vez para a Itália, onde treinaria clubes locais até 1999, com um hiato no Servette na temporada 1996/97. Na "Velha Bota", teve maior sucesso na Sampdoria, clube que defendera como jogador entre 1960 e 1962. Treinou a equipe genovesa entre 1986 e 1992, conquistando três Copas da Itália, a Recopa Europeia em 1990 e, no ano seguinte, o primeiro e único scudetto do clube. 
Na temporada seguinte, a equipe foi ainda mais longe, sendo vice-campeã da Copa dos Campeões da UEFA em uma equilibrada final com o Barcelona, que só venceu na prorrogação. Foi o treinador do melhor momento da Samp, em que o time contou com quatro jogadores de Seleção Italiana - Gianluca Pagliuca, Pietro Vierchowod, Roberto Mancini e Gianluca Vialli, além de seu compatriota Srečko Katanec e do veterano brasileiro Toninho Cerezo.
Deixou a Sampdoria após o vice-campeonato europeu em 1992, contratado pela mais tradicional Roma, onde não se saiu tão bem, ficando apenas uma temporada nos giallorossi. No entanto, durante sua curta passagem pela equipe, foi responsável por lançar o atacante Francesco Totti ao elenco principal.
Boškov ainda passaria pelo Napoli e novamente pela Sampdoria até voltar a ser, em 1999, treinador da Iugoslávia. 

### Seleção da Iugoslávia
Classificou o país na Eurocopa 2000, com um empate em 2 x 2 com os concorrentes diretos e arquirrivais da Croácia, que terminaram eliminados com o resultado, na própria casa. Boškov saiu do cargo após a Euro e voltou brevemente em 2001, quando a Seleção foi comandada por três treinadores conjuntamente: ele, Ivan Ćurković e Dejan Savićević, mas a classificação para a Copa do Mundo de 2002 não veio. 
Curiosamente, viu sua seleção ser eliminada pela Eslovênia, comandada por seu discípulo Katanec, a quem treinara na Sampdoria. As seleções treinadas por ambos já haviam batido de frente na Eurocopa, em um 3 x 3 na primeira fase.

## Morte
Boškov veio a falecer em 27 de abril de 2014, em Novi Sad. Aos 82 anos, o ex-treinador já encontrava-se bastante debilitado há muitos anos.

## Ligações Externas
- Perfil na Sports Reference